# Rak jetre
Rak jetre je naziv za zloćudne novotvorine koje nastaju u jetri. Razlikujemo zloćudne novotvorine koje nastaju u jetri (primarni rak jetre), od novotovrina koja se prošire u jetru (metastatski rak jetre) iz drugih mjesta u tijelu.
Primarni rak jetre najčešće je hepatocelularni karcinom (HCC) koji se sastoji od zloćudno promijenjenih stanica jetrenog prenhima. Od promijenjenih stanica jetrenog parenhima, sastoji se i poseban tip raka jetre, hepatoblastom. Primarni rak jetre može nastati iz ostalih vrsta stanica koje nalazimo u jetri. Tako iz epitelnih stanica žučnih vodova koji se nalaze u jetri nastaje intrahepatalni kolangiokarcinom. Iz stanica vezivnog tkiva i krvnih žila nastaju npr. hemagioendoteliomi, angiosarkomi, fibrosarkomi. Malobrojne mišićne stanica mogu biti porijeklo zloćudnih tumora leiomiosarkoma i rabdomiosarkoma.